# Temporada 1984-85 de los San Antonio Spurs
La temporada 1984-85 fue la novena de los San Antonio Spurs en la NBA, tras la fusión de la liga con la ABA, donde había jugado nueve temporadas, seis en Dallas y tres en San Antonio. La temporada regular acabó con 41 victorias y 41 derrotas, ocupando el séptimo puesto de la conferencia Oeste, clasificándose para los playoffs, donde cayeron en primera ronda ante los Denver Nuggets.

## Elecciones en elDraft
| Ronda | Puesto | Jugador         | Posición  | Nacionalidad   | Universidad         |
| ----- | ------ | --------------- | --------- | -------------- | ------------------- |
| 1     | 7      | Alvin Robertson | Escolta   | Estados Unidos | Arkansas            |
| 3     | 57     | Joe Binion      | Alero     | Estados Unidos | North Carolina A&T  |
| 4     | 78     | John Devereaux  | Ala-pívot | Estados Unidos | Ohio                |
| 4     | 90     | Ozell Jones     | Ala-pívot | Estados Unidos | Cal State-Fullerton |

## Temporada regular
| División Atlántico  | División Atlántico | División Atlántico | División Atlántico | División Atlántico | División Atlántico | División Atlántico | División Atlántico | División Atlántico |
| Equipo              | G                  | P                  | %                  | PD                 | Casa               | Fuera              | Div                |                    |
| ------------------- | ------------------ | ------------------ | ------------------ | ------------------ | ------------------ | ------------------ | ------------------ | ------------------ |
| y-Denver Nuggets    | 52                 | 30                 | .634               | –                  | 34–7               | 18–23              | 17–13              |                    |
| x-Houston Rockets   | 48                 | 34                 | .585               | 4                  | 29–12              | 19–22              | 20–10              |                    |
| x-Dallas Mavericks  | 44                 | 38                 | .537               | 8                  | 24–17              | 20–21              | 14–16              |                    |
| x-Utah Jazz         | 41                 | 41                 | .500               | 11                 | 26–15              | 15–26              | 19–11              |                    |
| x-San Antonio Spurs | 41                 | 41                 | .500               | 11                 | 30–11              | 11–30              | 12–18              |                    |
| Kansas City Kings   | 31                 | 51                 | .378               | 21                 | 23–18              | 8–33               | 8–22               |                    |

## Playoffs

### Primera ronda
Denver Nuggets vs. San Antonio Spurs 
| Fecha       | Partido                                   | Ciudad      |
| ----------- | ----------------------------------------- | ----------- |
| 18 de abril | Denver Nuggets 141, San Antonio Spurs 111 | Denver      |
| 20 de abril | Denver Nuggets 111, San Antonio Spurs 113 | Denver      |
| 23 de abril | San Antonio Spurs 112, Denver Nuggets 115 | San Antonio |
| 26 de abril | San Antonio Spurs 116, Denver Nuggets 111 | San Antonio |
| 28 de abril | Denver Nuggets 126, San Antonio Spurs 99  | Denver      |
|             | Denver Nuggets gana las series 3-2        |             |

## Estadísticas
| Rk | Jugador         | Edad | P  | PT | MP   | TC  | TCI  | %TC  | T3  | T3I | %T3  | TL  | TLI | %TL   | RO  | RD  | RT   | AS   | RB  | TAP | BP  | FP  | PTS  |
| -- | --------------- | ---- | -- | -- | ---- | --- | ---- | ---- | --- | --- | ---- | --- | --- | ----- | --- | --- | ---- | ---- | --- | --- | --- | --- | ---- |
| 1  | Mike Mitchell   | 29   | 82 | 82 | 34.8 | 9.5 | 19.0 | .497 | 0.1 | 0.3 | .217 | 3.3 | 4.2 | .777  | 1.8 | 3.3 | 5.1  | 1.8  | 0.7 | 0.3 | 1.8 | 2.7 | 22.2 |
| 2  | Artis Gilmore   | 35   | 81 | 81 | 34.0 | 6.6 | 10.5 | .623 | 0.0 | 0.0 | .000 | 6.0 | 8.0 | .749  | 2.9 | 7.6 | 10.4 | 1.6  | 0.5 | 2.1 | 3.0 | 3.8 | 19.1 |
| 3  | Johnny Moore    | 26   | 82 | 82 | 32.8 | 5.1 | 11.1 | .457 | 0.3 | 1.1 | .281 | 2.3 | 3.0 | .762  | 1.1 | 3.5 | 4.6  | 10.0 | 2.8 | 0.2 | 2.9 | 3.0 | 12.8 |
| 4  | George Gervin   | 32   | 72 | 69 | 29.0 | 8.3 | 16.4 | .508 | 0.0 | 0.1 | .000 | 4.5 | 5.3 | .844  | 1.1 | 2.2 | 3.3  | 2.5  | 0.9 | 0.7 | 2.8 | 2.9 | 21.2 |
| 5  | David Thirdkill | 24   | 2  | 2  | 26.0 | 2.5 | 5.5  | .455 | 0.0 | 0.0 |      | 2.5 | 3.0 | .833  | 2.5 | 1.0 | 3.5  | 1.5  | 1.0 | 0.5 | 1.0 | 2.5 | 7.5  |
| 6  | Gene Banks      | 25   | 82 | 41 | 25.5 | 3.5 | 6.0  | .586 | 0.0 | 0.0 | .333 | 2.4 | 3.1 | .774  | 1.6 | 3.8 | 5.4  | 2.9  | 0.8 | 0.2 | 1.7 | 2.7 | 9.5  |
| 7  | Alvin Robertson | 22   | 79 | 9  | 21.3 | 3.8 | 7.6  | .498 | 0.1 | 0.1 | .364 | 1.6 | 2.1 | .734  | 1.5 | 1.9 | 3.4  | 3.5  | 1.6 | 0.3 | 2.1 | 2.7 | 9.2  |
| 8  | Marc Iavaroni   | 28   | 57 | 33 | 20.7 | 2.6 | 5.7  | .464 | 0.0 | 0.1 | .000 | 1.4 | 2.1 | .664  | 1.5 | 3.4 | 4.8  | 2.0  | 0.5 | 0.6 | 1.8 | 3.4 | 6.7  |
| 9  | Edgar Jones     | 28   | 18 | 1  | 17.9 | 2.4 | 5.1  | .484 | 0.0 | 0.1 | .000 | 2.3 | 2.8 | .804  | 0.9 | 2.6 | 3.4  | 1.0  | 0.5 | 1.0 | 1.6 | 2.9 | 7.2  |
| 10 | John Paxson     | 24   | 78 | 1  | 16.1 | 2.5 | 4.9  | .509 | 0.1 | 0.4 | .294 | 1.1 | 1.3 | .840  | 0.2 | 0.6 | 0.9  | 2.8  | 0.6 | 0.0 | 1.0 | 1.5 | 6.2  |
| 11 | Jeff Cook       | 28   | 54 | 2  | 15.7 | 1.7 | 3.2  | .529 | 0.0 | 0.0 |      | 0.6 | 0.7 | .811  | 1.5 | 2.4 | 3.9  | 0.7  | 0.5 | 0.3 | 0.6 | 2.8 | 4.0  |
| 12 | Fred Roberts    | 24   | 22 | 0  | 13.9 | 2.0 | 4.5  | .449 | 0.0 | 0.0 |      | 1.3 | 1.7 | .763  | 0.5 | 1.1 | 1.6  | 1.0  | 0.5 | 0.5 | 1.0 | 2.0 | 5.3  |
| 13 | Ozell Jones     | 24   | 67 | 6  | 13.3 | 1.6 | 2.7  | .589 | 0.0 | 0.0 | .000 | 0.5 | 1.2 | .398  | 1.0 | 2.6 | 3.6  | 0.8  | 0.4 | 0.9 | 0.9 | 2.1 | 3.7  |
| 14 | Billy Knight    | 32   | 52 | 1  | 11.8 | 2.4 | 5.5  | .439 | 0.2 | 0.5 | .417 | 1.0 | 1.1 | .895  | 0.8 | 1.1 | 1.8  | 1.1  | 0.3 | 0.0 | 1.1 | 0.9 | 6.0  |
| 15 | Ron Brewer      | 29   | 9  | 0  | 9.0  | 1.4 | 3.8  | .382 | 0.0 | 0.0 |      | 0.8 | 0.8 | 1.000 | 0.1 | 0.2 | 0.3  | 0.7  | 0.1 | 0.1 | 0.4 | 0.9 | 3.7  |
| 16 | Linton Townes   | 25   | 1  | 0  | 8.0  | 0.0 | 6.0  | .000 | 0.0 | 0.0 |      | 2.0 | 2.0 | 1.000 | 1.0 | 0.0 | 1.0  | 0.0  | 0.0 | 0.0 | 0.0 | 1.0 | 2.0  |
| 17 | Mark McNamara   | 25   | 12 | 0  | 5.3  | 1.0 | 1.5  | .667 | 0.0 | 0.0 |      | 0.8 | 1.5 | .500  | 0.6 | 0.8 | 1.4  | 0.0  | 0.2 | 0.1 | 0.5 | 0.4 | 2.8  |

## Galardones y récords
| Jugador       | Galardón |
| George Gervin | All-Star |